# Илларионов, Михаил Семёнович
Михаил Семёнович Илларионов (1888, Сенгилей — 1917, Петроград) — участник Первой мировой войны. Полный Георгиевский кавалер, Российская императорская армия.

## Биография
Михаил Семёнович Илларионов родился 1888 году в г. Сенгилей Сенгилеевского уезда Симбирской губернии (ныне Сенгилеевский район Ульяновской области).
3 сентября 1914 года Михаил Семёнович получил свой первый Георгиевский крест за Галицийскую битву под Львовом. Преследуя со звеном таких же храбрецов полуэскадрон венгерских гусар, захвативших документы русского полкового штаба, он, после ожесточённой перестрелки и кровавой рубки на саблях, вынудил противника сдаться. 24 сентября 1914 года при осаде Перемышля Михаил Семёнович получил второй Георгиевский крест 3-й степени. Он захватил в плен двоих штаб-офицеров с важными донесениями. 11 ноября 1914 года Георгиевский крест 2-й степени и звание подпрапорщика гвардейской кавалерии Илларионов получил за бои под Краковом. Его подразделение первым «на плечах» противника ворвалось в предместья древней польской столицы и отбило три батареи артиллерии, обеспечив тем самым «бескровное продвижение» наступавших русских войск в этом направлении. Полным Георгиевским кавалером Михаил Семёнович стал в мае 1916 года в Галиции. Генерал А. А. Брусилов наградил его крестом 1-й степени и именным оружием за то, что Илларионов сумел лично в ходе крупного майского наступления захватить в плен 360 солдат противника. Погиб в феврале 1917 года в Петрограде.

## Память
- В Ульяновске у Обелиска Славы открыта мемориальная доска.
- В Сенгилее запланирована установка памятника полному Георгиевскому кавалеру Михаилу Семёновичу Илларионову[3][4].

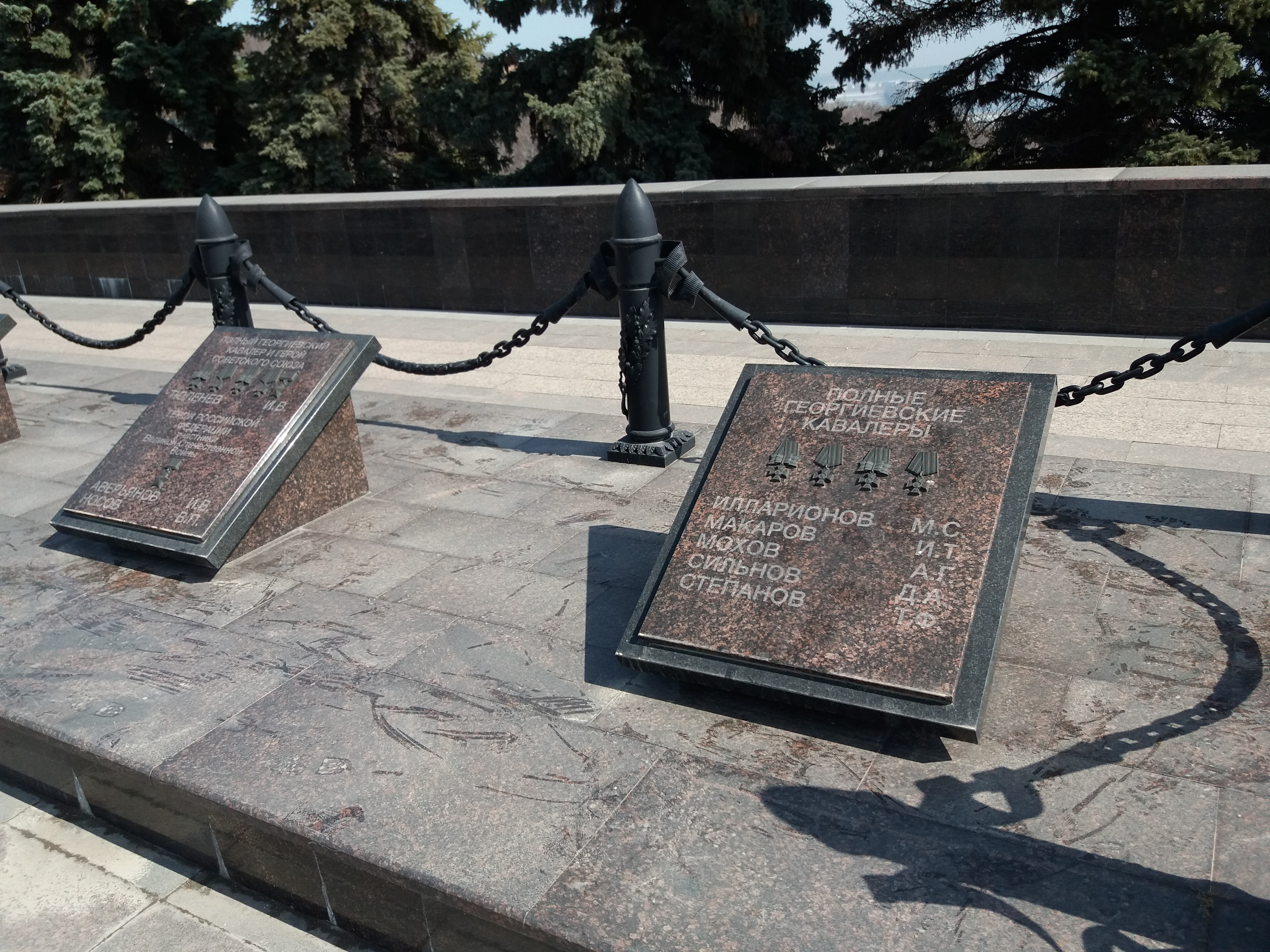
Мемориальные доски с именами Героев.